# آرتور وونتنر
آرتور وونتنر (انگلیسی: Arthur Wontner؛ ۲۱ ژانویه ۱۸۷۵ – ۱۰ ژوئیهٔ ۱۹۶۰) یک هنرپیشه اهل بریتانیا بود.
از فیلم‌ها یا برنامه‌های تلویزیونی که وی در آن نقش داشته است می‌توان به ژنویو، زندگی و مرگ کلنل بلیمپ، بادبزن خانم ویندیرمیر و نشانه چهار اشاره کرد.